# Manœuvres de Léopold

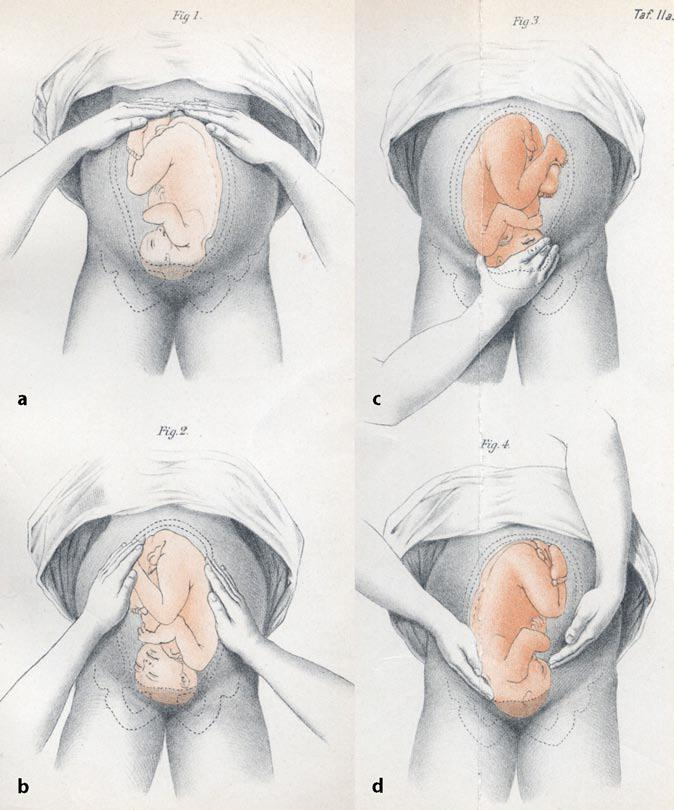
Manœuvres de Leopold

Les manœuvres de Léopold sont quatre manœuvres classiques employées pour déterminer la position du fœtus dans l'utérus. Ces manœuvres sont utilisées à partir du 2e trimestre et deviennent plus précises après 36 semaines de gestation.

## Types
- Léopold A : Une ou deux mains sont placées sur le fond utérin et la partie fœtale ressentie est identifiée.
- Léopold B : La surface palmaire d'une main est utilisée pour localiser le dos du fœtus tandis que l'autre main ressent les irrégularités, comme les mains et les pieds.
- Léopold C : Le pouce et troisième doigt sont utilisés pour saisir et déterminer la partie fœtale présentée au niveau de la symphyse pubienne.
- Léopold D : Les deux mains sont utilisées pour décrire la tête fœtale.

## Histoire
Elles ont été décrites par Christian Gerhard Leopold.

## Pertinence
Les cliniciens arrivent à déterminer la présentation du fœtus dans 85,23% des cas et sa position dans 60,31% des cas.